# デプリミズム
デプリミズム（fr:Déprimisme）、または憂鬱主義は、作家が社会の失敗に焦点を当てる現代フランスの芸術および文学運動である。この運動は、表現主義と象徴主義が交差したものとして認識されている。元々はフランスの運動であったが、後にこの用語は現代文化、特に西洋文化やアメリカ文化に対する直接的な解説を指すように拡張された。 一般的な意味では、「鬱病主義」とは、聴衆から感情的または知的効果を引き出すような方法で社会的概念や慣習を操作する行為である。
例えばデプリミズムの絵画では、芸術家は絵画の実際の物理的な質感と形式を使用して、主題だけでなく、周囲の環境における主題の暗黙の感情状態を描写する。 結果として得られる絵画は、最終的には社会的コメントが入り混じった現実の歪曲であり、特にミシェル・ウエルベックの1998年の小説『素粒子』が主要な著作とみなされている。 